# Votivkirche
La Votivkirche (in italiano: Chiesa votiva) è uno dei più importanti luoghi di culto cattolici di Vienna. 

## Storia
La sua costruzione è legata ad un attentato perpetrato da un indipendentista ungherese ai danni dell'Imperatore Francesco Giuseppe I d'Austria. Dopo il fallimento dell'attentato, sarebbe stato deciso un ex voto come espressione del ringraziamento di Ferdinando Massimiliano d'Austria per la salvezza del fratello.
Divenne in un certo senso un progetto concorrente a quello, senza dubbio maggiore, del completamento del duomo di Colonia. Non da ultimo aveva una certa importanza come elemento accomunante delle varie etnie, in grande maggioranza cattoliche, dell'ormai pericolante Impero austriaco. Venne inaugurata in occasione delle nozze d'argento di Francesco Giuseppe ed Elisabetta di Baviera.

## Descrizione

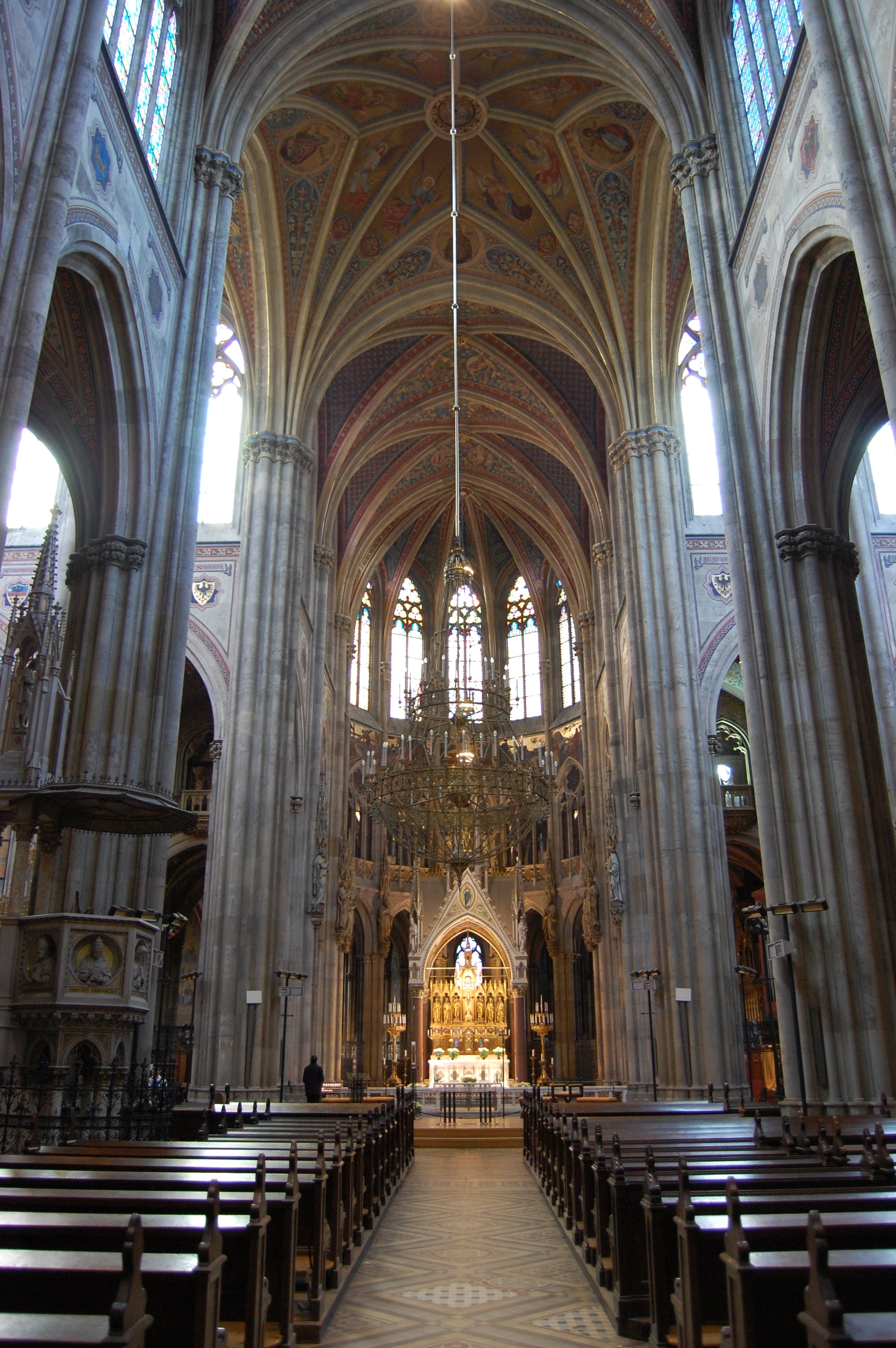
Interno

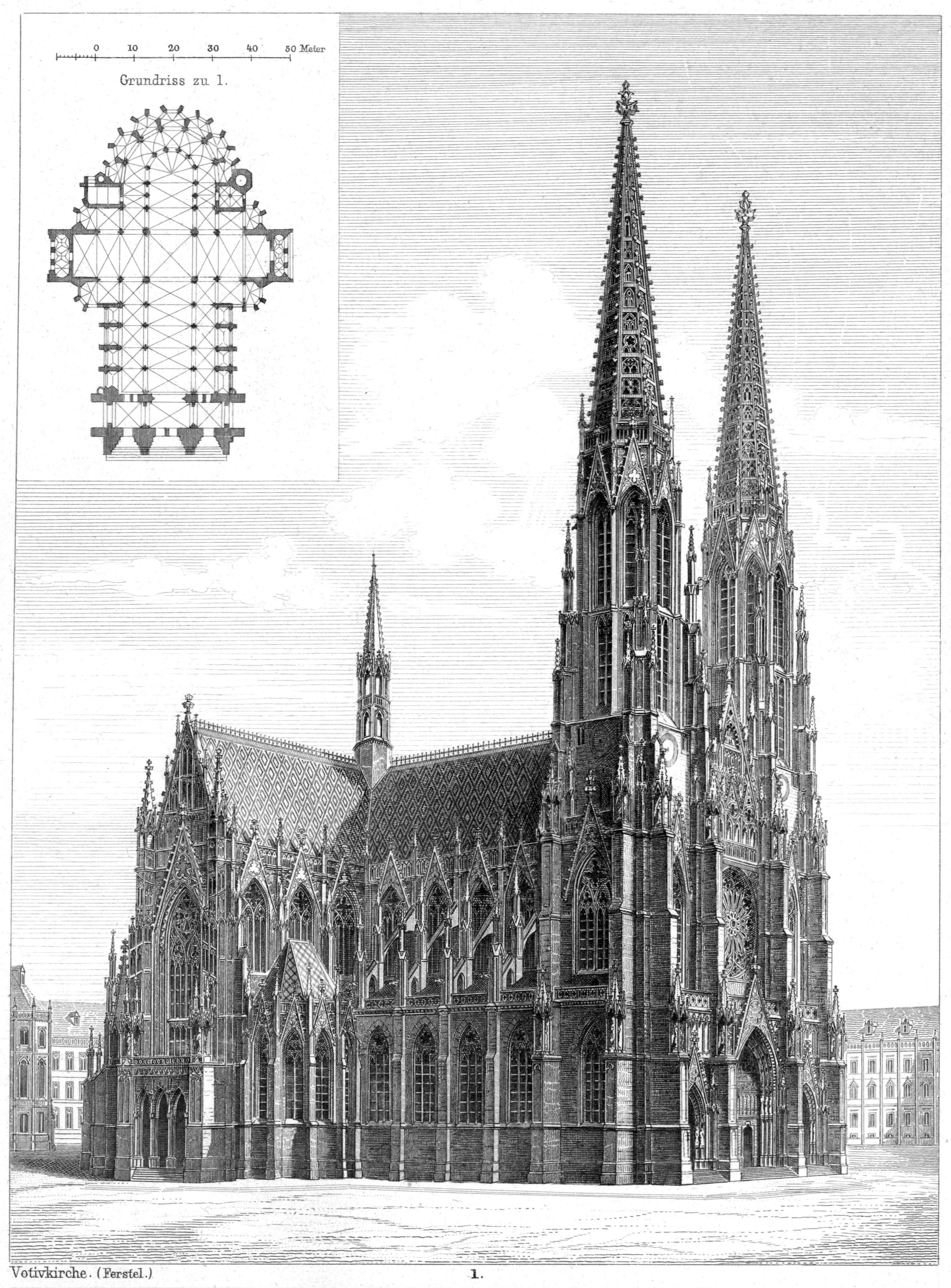
Esterno e pianta della chiesa

Costruita in stile neogotico secondo i piani di Heinrich von Ferstel, la chiesa venne eretta tra il 1853 e il 1879.
Contribuì sostanzialmente alla sistemazione e diversificazione stilistica della Ringstraße, la strada su cui è situata e che circonda il centro storico della capitale.
Si presenta come una basilica a tre corte navate ed un corposo transetto. La facciata è sormontata da due snelle torri ottagonali. Nonostante le notevoli dimensioni (99 m di altezza) ed alcuni ritardi nell'edificazione, la relativa rapidità della costruzione si riflette nell'omogeneità stilistica, principale caratteristica di questa chiesa, distinguendola così dalle cattedrali gotiche, a cui la Votivkirche è ispirata: queste ultime, infatti, venivano spesso costruite nel corso di secoli, spesso con interruzioni, ed erano quindi inesorabilmente oggetto di importanti ripensamenti nel progetto. A sua volta, la chiesa viennese fu presa da modello da Albert Olszewski von Herbulis per la realizzazione della cattedrale cattolica di Helena, nel Montana (USA), edificata tra il 1908 e il 1914.
Nella chiesa si trovano due organi a canne. Quello principale è situato sulla cantoria in controfacciata ed è l'opus 306 di Eberhard Friedrich Walcker; costruito nel 1878 e restaurato nel 1995-1996 dalla ditta organaria Klais che ne mantenne intatta la disposizione fonica, è a trasmissione integralmente meccanica con macchina Barker, con 61 registri su tre manuali e pedale, per un totale di 3762 canne. L'organo del coro, invece, fu realizzato da Philpp Eppel nel 1970 e, anch'esso a trasmissione meccanica, ha 20 registri su due manuali e pedale.